# 信濃安田站
信濃安田站（日语：／ Shinano-Yasuda eki */?）是位於長野縣飯山市木島，長野電鐵的河東線（木島線）車站（廢站）。在2002年（平成14年）3月31日，隨著河東線部分區間廢線，此站也被廢除。
此站距離JR飯山站大約1公里，兩站中間有一條千曲川。

## 歷史
- 1925年（大正14年）7月12日 - 車站啟用，當時名為安田站[1]。
- 1930年（昭和5年）12月10日 - 車站改名為信濃安田站[1]。
- 1968年（昭和43年）4月1日 - 結束處理小型手提行李。
- 1993年（平成5年）10月1日 - 成為無人車站。
- 2002年（平成14年）3月31日 - 隨著河東線部分區間廢線，此站被廢除[1]。

## 車站構造
截至車站廢除前，車站是一座地面車站，設有1面1線的單式月台。此站是無人車站。月台入口處設有候車室。月台設有上蓋。

## 相鄰車站
長野電鐵
河東線
田上－信濃安田－木島

## 注腳
1. 1 2 3 4 5 6 7  信濃毎日新聞社出版部. . 信濃毎日新聞社. 2011-07-24: 290. ISBN 9784784071647 （日语）.